# 布罗 (奥布省)
布罗（法語：Braux，法語發音：[bʁo]）是法国奥布省的一个市镇，属于奥布河畔巴尔区。

## 地理
布罗（48°29'3"N, 4°28'18"E）面积15.21 平方千米，位于法国大東部大區奥布省，该省份为法国中北部省份，北起马恩省，西接塞纳-马恩省，西南至约讷省，东南至科多尔省，东临上马恩省。
与布罗接壤的市镇（或旧市镇、城区）包括：欧奈、巴利尼库尔、贝蒂尼库尔、瓦尔河畔沙莱特、多讷芒、帕尔莱沙旺日、罗奈洛皮塔勒、小耶夫尔。

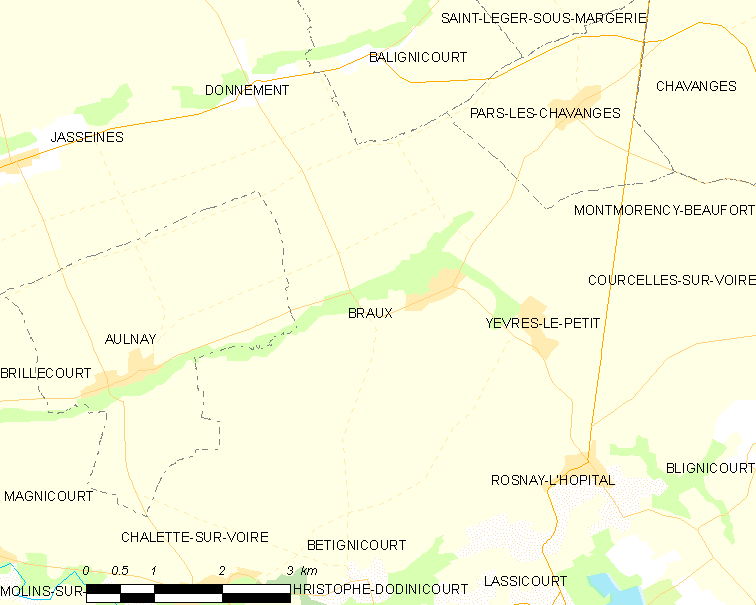
的OSM定位图

布罗的时区为UTC+01:00、UTC+02:00（夏令时）。

## 行政
布罗的邮政编码为10500，INSEE市镇编码为10059。

## 政治
布罗所属的省级选区为布列讷堡县。

## 人口

1962-2008年间人口变化图示

布罗于2022年1月1日时的人口数量为113人。